# Acylochilus ottianus
Acylochilus ottianus är en skalbaggsart som beskrevs av Ohaus 1909. Acylochilus ottianus ingår i släktet Acylochilus och familjen Melolonthidae. Inga underarter finns listade i Catalogue of Life.